# Bandjigali
Bandjigali är ett australiskt språk som talades av 1 personer år 1981. Bandjigali talas i Nya Sydwales. Bandjigali tillhör de pama-nyunganska språken.